# Хорольський повіт
Хоро́льський пові́т — історична адміністративно-територіальна одиниця Російської імперії серед українських земель, утворена 1781 року у складі Київського намісництва.

## Історія
27 листопада 1795 року Хорольський повіт віднесено до Катеринославського намісництва, від 30 листопада 1796 року у складі Малоросійської губернії, від 27 лютого 1802 року — Полтавської губернії. Повіт знаходився у південній її частині. Повітове місто — Хорол.

Хорольський повіт Полтавської губернії на карті 1821 року

За даними 1787 року територія Хорольського повіту становила 250 625 десятин, містечок — 3, сіл — 36, невеликих сіл і хуторів — 127, дворів — 10228, млинів — 71, церков — 46, населення 36635 душ чоловічої статі. За переписом 1897 року у повіті налічувалося 174 тисячі чоловік (60 чоловік на квадратну версту). Багато селян ходили на заробітки у інші губернії. Всього сільських населених пунктів — 696, сільських общин — 229, 1 місто, 8 містечок, дворів 24993, сільського населення — 157946. Через повіт проходила лінія Харківсько-Миколаївської залізниці (зараз Південна).

## Географія
Поверхня повіту була частково горбиста, частково рівнинна, мала різко виражений степовий характер.
Через територію повіту протікало понад 20 річок, серед інших Сула та Хорол.
За переписом 1888 року князі Кантакузен, І. І. Капніст, М. П. Позен і А. П. Родзянко, Хорольського повіту володіли кінними заводами (верхові и упряжні).
За даними на 1900 рік найбільша довжина повіту в напрямі із заходу на схід — 83 версти, найбільша ширин з півночі на південь — 55 верст. Повітове місто лежить ближче до північного кордону. Північно-західний і західний кордон повіту складає річка Сула, приток Дніпра, долина якої має 35-40 сажнів висоти над рівнем моря.
Рухаючись звідси на північ, ми зустрічаємо спочатку першу надлугову терасу з абсолютною висотою 40-50 сажнів, яка займає Західну і Південно-Західну частину повіту; біля с. Семенівки і залізничної ст. Веселий Поділ вона зливається з долиною річки Хорол такої ж висоти. Водоподіл між рр. Сулою і Хоролом, який займає решту Західної частини повіту і має біля ст. Ромодан до 70 сажнів абсолютної висоти, знижується в Південному напрямку до 50 сажнів і зливається із Західною низиною. Східна половина повіту пересікається долинами р. Хорола, що робить на її протязі великий закрут при зміні напряму біля с. Тройняково із Північного Сходу — Південний Захід на Північний Захід — Південний Схід і р. Псел, в який впадає Хорол. Долини цих річок мають висоту від 34 до 43 сажнів, а простори обмежені ними, висоту в 60 сажнів і вище. При такій будові поверхні повіту, крім заплавних (наносних) ґрунтів в долинах річок Сули, Хорола і Псла, Східна неширока смуга повіту, розташована по лівому березі Псла, зайнята піщаним ґрунтом, решта простору — чорноземом, більша частина якого, за класифікацією проф. Докучаєва, відноситься до горового; тільки спуски на Сході до долини р. Псел і на Заході до долини Хорола представляють долинний чорнозем.
Ліси займають 2,7 % площі повіту, сінокісні угіддя до 17 %; більше 75 % (а із садибами — до 80 %) площі знаходиться під оброблюваними полями. Загальна площа повіту, за вимірюваннями Стрельбицького — 303 052 десятини, а за точнішими даними межових планів, складених у 70-80-х роках XIX століття, 296 230 десятин, або 2843,8 кв. верст. При населенні в 181 219 душ (а за винятком міста — 172 020) на 1 жителя приходиться по 1,6 десятини, або по 63,7 жителя на 1 кв. версту. Землеволодінь в Хорольському повіті (за даними на 1898 р.): приватним власникам належало 136020 десятин, сільським товариствам козаків і козакам — 100018, селянам — 45266, решта — церквам, місту та іншим установам.

## Господарство
З приватних володінь 29 мали більше 1000 десятин кожне (разом — 68383), 35 — від 500 до 1000 (разом — 24242 десятини). Середній розмір приватного володіння привілейованих станів — 163 десятини (при 111 десятинах в середньому по губернії), а непривілейованих станів — 14 десятин (22 десятини середнє по губернії). Для визначення розмірів землекористувань членів сільських товариств є дані перепису 1899 р; з них видно, що в середньому одне господарство засівало 4,4 десятини. Із загального числа цих господарств 14,8 % не мали посівів, 4,7 сіяли менше 1 десятини, 13,3 % від 1 до 2 десятин, 14,9 % від 2 до 3 десятин, 32,8 % від 3 до 6 десятин, 13,7 % від 6 до 9 десятин, 5,4 % від 9 до 15 десятин, 2,4 % більше 15 десятин. Для перших п'яти груп господарств, які складаються з 15473 господарств, від власного заняття землеробством не вистачало хліба на продовольство протягом року.
Усіх населених пунктів в повіті 773; з них 1 місто, 8 містечок, 47 сіл, 58 малих сіл і 659 хуторів; в останніх живуть в основному козаки. Як козаки, так і селяни за національністю — малороси, за віросповіданням — православні; (іноземців (євреїв та ін.) в Хорольському повіті в порівнянні дуже мало. Природний приріст населення, за даними про число народжених і померлих за наступні роки, становить 2,1 % в рік; дійсний приріст значно менший оскільки з Хорольського повіту в останні роки йде сильне переселення в Сибір, Амурську область і Південно-Уссурійський край. Число тих, що переселяються поступово зростає: з Хорольського повіту за п'ятиліття з 1877 по 1881 р., виселилося 987 д., з 1882 по 1886 р. — 3082, з 1887 по 1891 р. — 1085, з 1892 по 1896 р. — 11073, за 4-річчя з 1897 до 1900 р., коли з нагоди війни з Китаєм переселення було припинено — 6799. Незважаючи на виселення, із збільшенням населення продажні ціни на землю підіймаються: 1 дес. землі в Хорольському повіті коштує в 230—250 р. Головне заняття жителів Хорольського повіту — землеробство; ремісників різного роду в місті і повіті за переписами 1898 і 1900 рр. налічено 4437; з них кустарів 106. Ткачів 1189, шевців 694, кравців 620, теслярів 385, бондарів 261.
Торгівля розвинена мало: купецьких документів в 1898 р. було узято по місту і повіту: 1 гільдії — 5, 2-й — 270, приказницьких свідоцтв — 80, на дріб'язковий торг — 649, на рознесення — 4. Велика вивізна торгівля головним чином хлібна: із станції Хорол було відправлено в 1898 р. 720 тис. пд., у 1899 р. — 630 тис. пд. хліби в зерні; із ст. Веселий Поділ в 1898 р. 774 тис., в 1899 р. — 961 тис. пд. Промислових свідоцтв в 1899 р. було узяте 44. Заводських парових казанів (головним чином на шкіряних заводах) працювало в 1899 р. 13, а всіх (тобто із землеробськими) — 73. 5 винокур. заводів, що викурили в 1899—1900 р. 4518574 град. спирту.
Тютюнництво розвинене слабо: у 1899 р. налічувалося 3718 плантацій, площею в 11 десятин. Бюджет Хорольського земства, повіту, на 1900 р. — 152611 крб. Земські витрати: на медицину 44494 руб., народна освіта в 43113 руб., земське управління в 13103 руб., економічні заходи 16620 руб. Всієї оподатковуваної землі числилося 282218 десятин; повітовий земський поземний збір становив 35 копійок з десятини; губернський — 22,5 коп. Збір з лісів і земель становить 71 %, з фабрик і промислових закладів — 13,2 %, з житлових будинків в повіті — 11,4 %, з міського нерухомого майна — 4,4 %. Земство містить 6 медичних дільниць, при 7 лікарях; у сільських лікарнях лікарською допомогою користувалися 723 ліжкових хворих і 68225 амбулаторних у лікарів і 148988 у фельдшерів. Склад землеробських знарядь, машин і насіння за своїми оборотами (продав на суму 89405 крб.) займає друге місце в губернії. Шкіл земських в 1890 р. було 52, в 1899 р. — 82; на земські засоби міститься особливий інспектор нар. училищ.
За числом земських початкових шкіл Хорольський повіт займає перше місце в губернії: 1 школа припадає на 2220 душ населення і на 35 кв. верст, тоді як, наприклад, в Переяславському. — на 4215 жителів і 72 кв. верст. Тих, що навчають в 1899 р. було 57 законовчителів, 38 вчителів і 71 вчителька, що вчаться — 5841 (4982 хлопчиків і 859 дівчаток); закінчило курс 711, вибуло до закінчення курсу 1194. Витрат на початкові сільські, а також міністерські, міські, приходські і інших найменувань нижчі училища всього було 56846 крб. Із земських засобів на школи початкові, а також професійні, ремісничі і майстрові, витрачено цього року 58115 крб.

## Адміністративний поділ
У 1918 році згідно з адміністративно-територіальним поділом Української Народної Республіки частково входив до Землі Полтавщина із земським центром у Полтаві.
1920—1922 у складі Кременчуцької губернії
1922—1923 у складі Полтавської губернії
На початку 1923 року у повіті було 18 волостей. Площа 297561 десятин, населення 198157 чоловік.
- місто Хорол з передмістями Захоролля, Зубанівський ліс, Кобища, Красна гора, Лука, Мокіївка, Самійлівка, Степанівка, Тереньківка, Чигринівка.
- Балаклійська
- Білоцерківська
- Горошинська
- Єньківська
- Заїчинська
- Зубанівська
- Калениківська
- Клепачівська
- Криворудська
- Новоаврамівська
- Оболонянська
- Остапівська
- Покровсько-Багацька
- Родионівська
- Рокитянська
- Семенівська
- Хорольська
- Худоліївська

Повіт розформовано 7 березня 1923 року з утворенням округів.